# أرماند بلوخ
أرماند بلوخ (بالفرنسية: Armand Bloch) (و. 1866 – 1933 م) كان نحات، من فرنسا، ولد في مونتبليار، توفي في باريس، عن عمر يناهز 67 عاماً.

## جوائز
حصل على جوائز منها:
- وسام جوقة الشرف من رتبة فارس.